# 데비 암스트롱
데버라 레이 "데비" 암스트롱(영어: Deborah Rae "Debbie" Armstrong, 1963년 12월 6일~)은 미국의 은퇴한 알파인 스키 선수이다. 사라예보에서 열린 1984년 동계 올림픽 여자 알파인스키 대회전 부문에서 금메달을 획득했다.

## 경력
오리건주 세일럼에서 태어났으며, 시애틀에서 성장했다. 스키 선수를 하기 전에는 농구와 축구를 했다. 1983년 미국 선수권 대회에서 2위를 했으며, 올림픽 개막 5주 전인 1984년 1월 초 피생뱅상에서 열린 월드컵 슈퍼대회전 부문에서 캐나다의 로리 그레이엄과 스위스의 미켈라 피지니의 뒤를 이어 3위를 하며 첫 월드컵 메달을 획득했다.
1984년 세계 알파인 스키 선수권 대회 대회전에서 4위를 했고, 1987년 세계 선수권 대회에서는 슈퍼대회전에서 6위를 했다. 1988년에는 캐나다 캘거리에서 열린 1988년 동계 올림픽 대회전에서 13위를 했다.
1988년 월드컵 시즌 이후 현역에서 은퇴했다.